# Aleno
Nella mitologia greca,  Aleno (in latino Alaenus) era uno dei fratelli di Diomede.

## Il mito
Quando suo fratello Diomede approdò e si impossessò di alcuni territori della Daunia, si scontrò con il re di quella regione Dauno figlio di Licaone. Essendo ambedue provenienti dall'Arcadia Aleno venne chiamato a far da giudice e ad esprimere il suo giudizio. Aleno, che era innamorato della figlia di Dauno Euippa, a sorpresa diede torto al fratello.
Diomede, infuriato con il parente, maledisse lui e la regione che governava.

### Moderna
- Robert Graves, I miti greci, Milano, Longanesi, ISBN 88-304-0923-5.
- Angela Cerinotti, Miti greci e di roma antica, Prato, Giunti, 2005, ISBN 88-09-04194-1.